# Rain Dances
Albums de Camel
Moonmadness
(1976) A Live Record
(1978)
Rain Dances est le cinquième album studio du groupe rock progressif britannique Camel, sorti en 1977. Il marque un changement majeur dans la composition du groupe avec le remplacement de Doug Ferguson par l'ex-bassiste de Caravan Richard Sinclair et l'arrivée de l'ex-saxophoniste, clarinettiste et flûtiste de King Crimson, Mel Collins. À noter aussi la présence de Brian Eno au piano et au Minimoog. 

## Titres
1. First Light (Peter Bardens, Andrew Latimer) – 5:01
2. Metrognome (Bardens, Latimer) – 4:15
3. Tell Me (Bardens, Latimer) – 4:06
4. Highways of the Sun (Bardens, Latimer) – 4:29
5. Unevensong (Bardens, Latimer, Andy Ward) – 5:35
6. One of These Days I'll Get an Early Night (Bardens, Mel Collins, Latimer, Richard Sinclair, Ward) – 5:53
7. Elke (Latimer) – 4:26
8. Skylines (Bardens, Latimer, Ward) – 4:24
9. Rain Dances (Bardens, Latimer) – 3:01

## Musiciens
- Andrew Latimer : chant, guitare
- Peter Bardens : claviers
- Andy Ward : batterie, percussions
- Richard Sinclair : basse, chant
- Mel Collins : saxophone, clarinette, flûte basse

### Autres musiciens
- Martin Drover : trompette sur One of These Days I'll Get an Early Night, bugle sur Skylines
- Malcolm Griffiths : trombone sur One of These Days I'll Get an Early Night et Skylines
- Brian Eno : Minimoog, piano, piano électrique
- Fiona Hibbert : harpe sur Elke

## Sources
- (en) Cet article est partiellement ou en totalité issu de l’article de Wikipédia en anglais intitulé « Rain Dances » (voir la liste des auteurs).